# Ernestina Torelló Llopart
Ernestina Torelló Llopart (Barcelona, 1942) és una empresària catalana vinculada al sector vinícola i presidenta de Caves Torelló, una empresa familiar dedicada a l'elaboració de cava amb seu a la finca Can Martí, al Penedès. La seva família està relacionada amb la viticultura des de l'any 1395, i ella és la pubilla d'una nissaga estretament lligada a aquesta finca.
Llicenciada en Dret, va incorporar-se aviat al negoci familiar, impulsat pel seu pare, Francesc Torelló, qui va transformar una explotació agrícola tradicional en una empresa especialitzada en el cultiu de la vinya i l'elaboració de cava. Ernestina ha combinat la gestió empresarial amb un profund respecte per les varietats autòctones del Penedès —macabeu, xarel·lo i parellada—, apostant sempre per l'excel·lència i l'exportació com a claus del creixement de l'empresa.
Tot i provenir d'un sector tradicionalment masculí, ha exercit un lideratge reconegut, sense percebre discriminació de gènere, encara que amb esforç per demostrar la seva vàlua. Ha dirigit el celler amb constància i dedicació fins a una edat avançada, i és molt valorada pels seus col·laboradors per la seva implicació i perseverança.
Casada amb un economista mallorquí i mare de dos fills, Paco i Toni De Rosa Torelló, ha combinat la direcció de l'empresa amb la transmissió del projecte familiar a la següent generació. Actualment, els seus fills codirigeixen el negoci amb un enfocament clarament comercial i de màrqueting.
Torelló Llopart ha estat testimoni dels grans canvis del sector del cava, com la sortida de Caves Torelló de la DO Cava i la incorporació a la marca col·lectiva Corpinnat, una decisió que ella va defensar com a necessària i positiva. L'empresa produeix unes 500.000 ampolles a l'any, moltes de les quals es destinen a l'exportació, i compta amb una plantilla d'unes 25 persones. El grup familiar factura aproximadament deu milions d'euros i manté una activitat estable des de fa dècades.
El 2025 va ser inclosa a la llista de les 100 dones catalanes més influents segons la revista Forbes.